# Gesté
Gesté est une ancienne commune française située dans le département de Maine-et-Loire, en région Pays de la Loire, devenue le 15 décembre 2015 une commune déléguée au sein de la commune nouvelle de Beaupréau-en-Mauges.

## Géographie
Commune angevine des Mauges, Gesté se situe au sud-est de La Chaussaire, sur les routes D 223, Tillières, D 756, la Chapelle-du-Genêt, et D 246, Villedieu-la-Blouère, en bordure du département de la Loire-Atlantique.

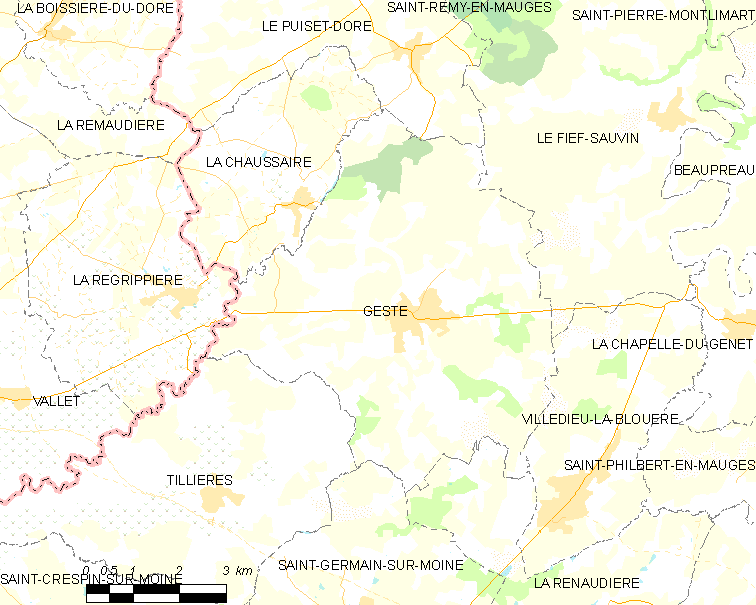
Carte de la commune.

## Toponymie et héraldique

### Héraldique
| Blason de Gesté | Blason  | Coupé : au 1er d'argent au chevron de gueules accompagné de trois étoiles du même, au 2e d'azur au chevron d'or accompagné de trois étoiles du même. |
| Blason de Gesté | Détails | Le statut officiel du blason reste à déterminer. |

## Histoire

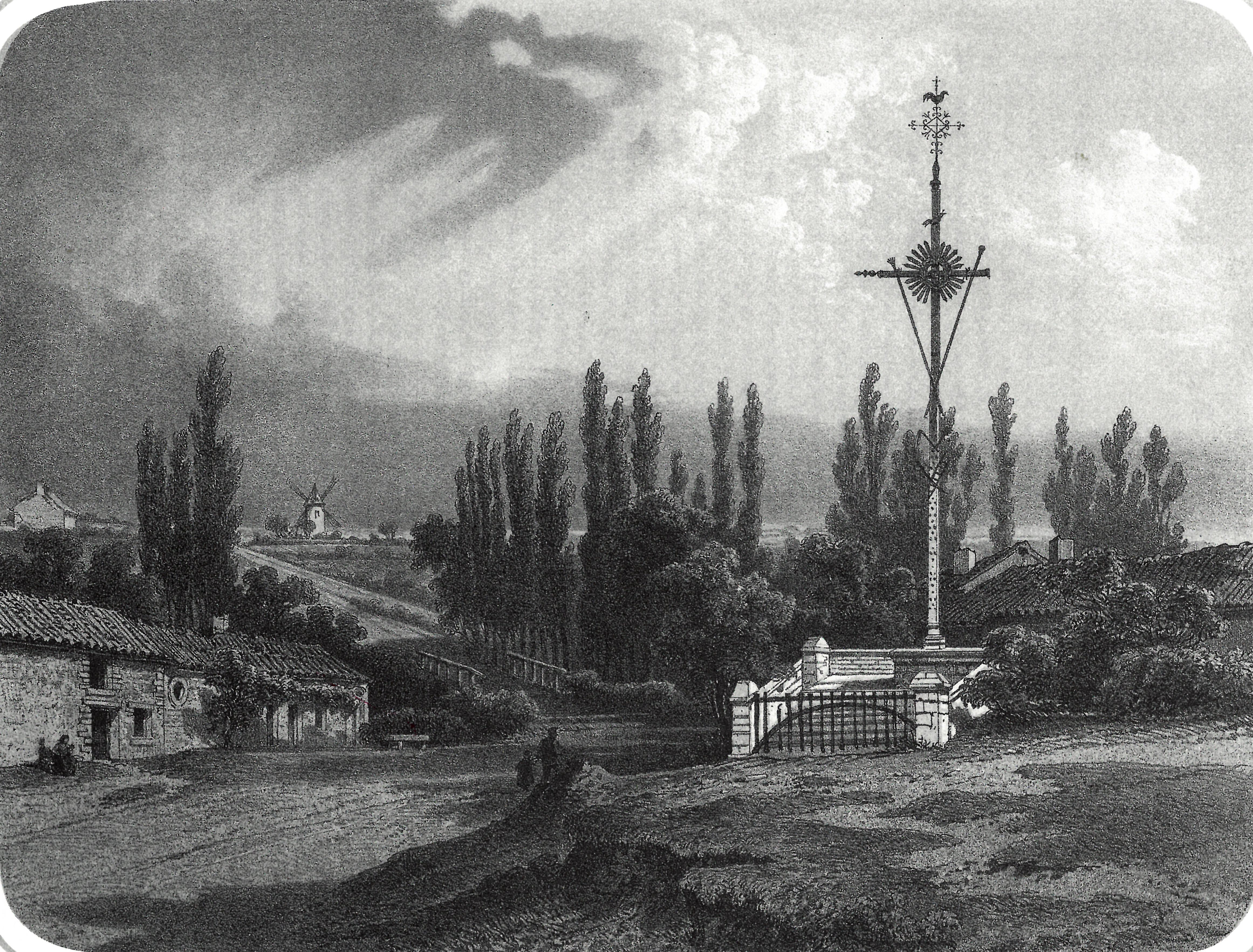
Vue de Gesté, dessin de Thomas Drake et lithographie d'Henri Daniaud, 1860.

Le 1er février 1794, pendant la guerre de Vendée, les Vendéens commandés par Jean-Nicolas Stofflet remportent une victoire sur la colonne infernale du général Étienne Cordellier à la bataille de Gesté. Les Républicains reviennent cependant dans la commune quatre jours plus tard et massacrent 138 habitants dont plusieurs sont fusillés dans le château.
Le 19 juin 2013, la municipalité, passant outre l'avis de la justice et des Bâtiments de France, entreprend la démolition de l'église, laissant seule debout la tour-clocher. C'est l'issue de débats judiciaires qui ont vu édicter un arrêt de la Cour administrative d'appel de Nantes ayant pourtant annulé le permis de démolir, et en dépit de sa confirmation par le conseil d'État.
En 2014, un projet de fusion de l'ensemble des communes de l'intercommunalité se dessine. Le 2 juillet 2015, les conseils municipaux de l'ensemble des communes du territoire communautaire votent la création d'une commune nouvelle au 15 décembre 2015,.

## Politique et administration

### Administration municipale

#### Administration actuelle
Depuis le 15 décembre 2015, Gesté constitue une commune déléguée au sein de la commune nouvelle de Beaupréau-en-Mauges et dispose d'un maire délégué.
| Période          | Période       | Identité        | Étiquette | Qualité |
| ---------------- | ------------- | --------------- | --------- | ------- |
| 15 décembre 2015 | mai 2020      | Alain Chauviré  |           |         |
| mai 2020         | décembre 2021 | Stéphane Dupont |           |         |
| décembre 2021    | en cours      | Charlène Dupas  |           |         |

#### Administration ancienne
| Période                                  | Période              | Identité                               | Étiquette       | Qualité                                                                                           |
| ---------------------------------------- | -------------------- | -------------------------------------- | --------------- | ------------------------------------------------------------------------------------------------- |
| 1790                                     |                      | Jacques Chesné                         |                 |                                                                                                   |
| Les données manquantes sont à compléter. |                      |                                        |                 |                                                                                                   |
| 1848                                     | 1852                 | Bonaventure du Fou (1808-1873)         |                 | Négociant et armateur                                                                             |
| Les données manquantes sont à compléter. |                      |                                        |                 |                                                                                                   |
| mai 1908                                 | avril 1917           | Georges-Bonaventure du Fou (1843-1917) |                 |                                                                                                   |
| Les données manquantes sont à compléter. |                      |                                        |                 |                                                                                                   |
| mai 1929                                 | février 1945 (décès) | Vicomte Jean de Béjarry (1888-1945)    | Union nationale | Propriétaire Conseiller d'arrondissement (1937 → 1940)                                            |
| 1945                                     | mai 1957 (décès)     | Vicomte Even du Fou (1887-1957)        |                 |                                                                                                   |
| juillet 1957                             | mars 1965            | Maurice Baudry                         |                 | Notaire                                                                                           |
| mars 1965                                | mars 1983            | Jean Gibouin (1913-2000)               |                 | Agriculteur, maire honoraire Adjoint au maire (1953 → 1965)                                       |
| mars 1983                                | mars 1989            | Eugène Bompas (1920-2007)              |                 | Ancien directeur d'école privée Adjoint au maire (1977 → 1983)                                    |
| mars 1989                                | juin 1995            | Gilles Guston                          |                 |                                                                                                   |
| juin 1995                                | mars 2008            | Michel Baron                           | DVD             | Notaire Président de la CC du Centre-Mauges (2001 → 2008) Chevalier de la Légion d’honneur (2006) |
| mars 2008                                | mars 2014            | Jean-Pierre Léger,                     | DVD             | Ingénieur SNCF retraité                                                                           |
| mars 2014                                | 14 décembre 2015     | Alain Chauviré, (1953-2022)            | DVD             | Retraité                                                                                          |

### Ancienne situation administrative
La commune était membre de la communauté de communes du Centre-Mauges, elle-même membre du syndicat mixte Pays des Mauges. La création de la commune nouvelle de Beaupréau-en-Mauges entraîne sa suppression à la date du 15 décembre 2015, avec transfert de ses compétences à la commune nouvelle.
Gesté fait partie du canton de Beaupréau et de l'arrondissement de Cholet. La réforme territoriale du 26 février 2014 élargit le canton et la commune reste attachée à celui-ci.

## Population et société

### Démographie
Ses habitants sont appelés Gestois et Gestoises.

#### Évolution démographique
L'évolution du nombre d'habitants est connue à travers les recensements de la population effectués dans la commune depuis 1793. À partir du 1er janvier 2009, les populations légales des communes sont publiées annuellement dans le cadre d'un recensement qui repose désormais sur une collecte d'information annuelle, concernant successivement tous les territoires communaux au cours d'une période de cinq ans. 
Pour les communes de moins de 10 000 habitants, une enquête de recensement portant sur toute la population est réalisée tous les cinq ans, les populations légales des années intermédiaires étant quant à elles estimées par interpolation ou extrapolation. Pour la commune, le premier recensement exhaustif entrant dans le cadre du nouveau dispositif a été réalisé en 2005,.
En 2013, la commune comptait 2 676 habitants, en évolution de +6,4 % par rapport à 2008 (Maine-et-Loire : +3,3 %, France hors Mayotte : +2,49 %).
| 1793  | 1800  | 1806  | 1821  | 1831  | 1836  | 1841  | 1846  | 1851  |
| ----- | ----- | ----- | ----- | ----- | ----- | ----- | ----- | ----- |
| 1 623 | 1 140 | 1 305 | 1 534 | 1 993 | 1 931 | 1 983 | 1 977 | 2 146 |

| 1856  | 1861  | 1866  | 1872  | 1876  | 1881  | 1886  | 1891  | 1896  |
| ----- | ----- | ----- | ----- | ----- | ----- | ----- | ----- | ----- |
| 2 065 | 2 624 | 2 797 | 2 746 | 2 812 | 2 631 | 2 569 | 2 505 | 2 405 |

| 1901  | 1906  | 1911  | 1921  | 1926  | 1931  | 1936  | 1946  | 1954  |
| ----- | ----- | ----- | ----- | ----- | ----- | ----- | ----- | ----- |
| 2 209 | 2 183 | 2 162 | 1 987 | 1 907 | 1 859 | 1 866 | 1 903 | 2 053 |

| 1962  | 1968  | 1975  | 1982  | 1990  | 1999  | 2005  | 2010  | 2013  |
| ----- | ----- | ----- | ----- | ----- | ----- | ----- | ----- | ----- |
| 2 239 | 2 273 | 2 380 | 2 514 | 2 447 | 2 338 | 2 412 | 2 579 | 2 676 |

#### Pyramide des âges
La population de la commune est relativement âgée. Le taux de personnes d'un âge supérieur à 60 ans (23,9 %) est en effet supérieur au taux national (21,8 %) et au taux départemental (21,4 %).
Contrairement aux répartitions nationale et départementale, la population masculine de la commune est supérieure à la population féminine (50,6 % contre 48,7 % au niveau national et 48,9 % au niveau départemental).
La répartition de la population de la commune par tranches d'âge est, en 2008, la suivante :
- 50,6 % d’hommes (0 à 14 ans = 18,9 %, 15 à 29 ans = 17,8 %, 30 à 44 ans = 22 %, 45 à 59 ans = 20 %, plus de 60 ans = 21,4 %) ;
- 49,4 % de femmes (0 à 14 ans = 18,7 %, 15 à 29 ans = 16,4 %, 30 à 44 ans = 19,1 %, 45 à 59 ans = 19,3 %, plus de 60 ans = 26,6 %).

| Hommes | Classe d’âge | Femmes |
| ------ | ------------ | ------ |
| 1,0    | 90 ans ou +  | 2,2    |
| 8,4    | 75 à 89 ans  | 9,9    |
| 12,0   | 60 à 74 ans  | 14,5   |
| 20,0   | 45 à 59 ans  | 19,3   |
| 22,0   | 30 à 44 ans  | 19,1   |
| 17,8   | 15 à 29 ans  | 16,4   |
| 18,9   | 0 à 14 ans   | 18,7   |

| Hommes | Classe d’âge | Femmes |
| ------ | ------------ | ------ |
| 0,4    | 90 ans ou +  | 1,1    |
| 6,3    | 75 à 89 ans  | 9,5    |
| 12,1   | 60 à 74 ans  | 13,1   |
| 20,0   | 45 à 59 ans  | 19,4   |
| 20,3   | 30 à 44 ans  | 19,3   |
| 20,2   | 15 à 29 ans  | 18,9   |
| 20,7   | 0 à 14 ans   | 18,7   |

## Économie
Sur 179 établissements présents sur la commune à fin 2010, 30 % relevaient du secteur de l'agriculture (pour une moyenne de 17 % sur le département), 10 % du secteur de l'industrie, 11 % du secteur de la construction, 36 % de celui du commerce et des services et 13 % du secteur de l'administration et de la santé.
La ville avait jadis quatre usines de chaussures ; elles sont toutes fermées, soit pour emmener leur activité ailleurs : sur Cholet et Beaupréau, soit pour disparaître. L’une d’elles, au nord du village, accueille maintenant les ateliers municipaux.

## Culture locale et patrimoine

### Lieux et monuments

#### Église Saint-Pierre-aux-Liens

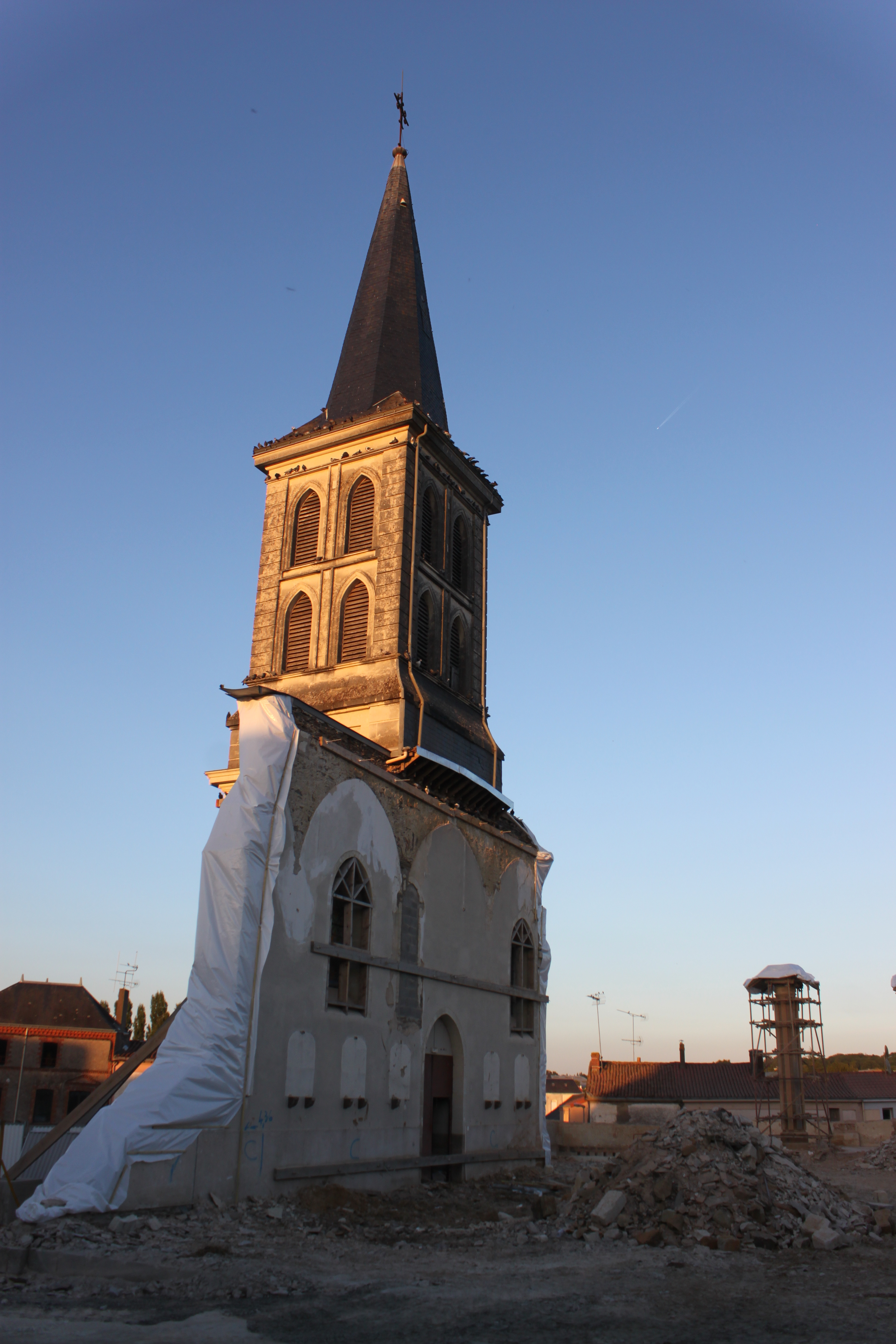
L'église Saint-Pierre, en partie démolie, le 24 septembre 2013.

Les origines de l'église locale  remontent au XVe siècle. En 1794, durant la guerre de Vendée, l'édifice en place est presque totalement rasé. Seule la crypte subsiste. Une église de style composite, néoclassique en 1840, puis néogothique en 1862 prend place. La question de sa vétusté se pose dès 1987. Et les réponses tardent. En 2007, la mairie fait part de sa volonté de détruire en grande partie l'église, en vue d'en reconstruire une plus modeste. Cette décision, justifiée selon le maire par les dépenses d'entretien insoutenables d'un édifice surdimensionné et bancal, est combattue par l'association Mémoire vivante du patrimoine gestois (AMVPG), et contestée par les services de l'État, qui n'ont cependant pas accordé de protection patrimoniale pendant qu'il était temps. Une article du New York Times en parle. Malgré une décision du tribunal administratif de Nantes, invalidant le permis de démolir en février 2012, et le rejet du pourvoi en cassation de la mairie en décembre de la même année, le conseil municipal vote à nouveau en 2013 la destruction partielle de l'église, cette fois-ci effective à partir de 2015.
En décembre 2017, la nouvelle église de forme elliptique est inaugurée avec, pour point symbolique, le clocher-porche de 1854 conservé, ainsi que les substructions associées à la crypte. La capacité d'accueil est augmentée de deux tribunes.

#### Le Plessis
47° 09′ 53″ N, 1° 06′ 25″ O
Cet ancien fief et seigneurie relevant de la Forêt-Clérembault (Jacques d'Escoubleau (1715-1790), comte de Sourdis et marquis de Jarzé, en fut seigneur par héritage de sa mère Marie de la Brunetière) possédait des douves alimentées par la Sanguèze. La porte vers l'ouest conserve deux grosses tours à créneaux remontant au XIVe siècle. Dans la cour s'élèvent des constructions dont une partie remonte au XVe siècle, notamment la chapelle. En partie incendié le 5 février 1794 par les troupes républicaines dirigées par Cordelier, il est restauré par M. de La Blottais au XIXe siècle.
La chapelle de la tour sud-est date de la construction du château. Elle est épargnée, ainsi que les deux tours, lors de l'incendie allumé par la colonne du général Cordelier en février 1794. Jadis, une messe y était célébrée le jeudi, avec l'autorisation de l'évêque d'Angers.
47° 09′ 49″ N, 1° 06′ 23″ O
Le lavoir privé appartenait au château. Les fermières y lavant le linge à titre de redevance étaient nourries mais n'étaient pas autorisées à apporter leur linge personnel.
La croix du Plessis a été élevée en souvenir des guerres de Vendée. Elle a été érigée à l'emplacement du massacre de 300 personnes par le Cordelier. Une plaque commémorative a été apposée par le Souvenir Vendéen en 1969.

#### Château de la Brûlaire
47° 11′ 03″ N, 1° 05′ 42″ O
Le château de l'ancienne seigneurie est occupé par une garnison pendant les troubles de 1615. Le château actuel, entouré de jardins, bois, vergers et pièces d'eau, a été construit par François-Marie-Bonaventure du Fou.

#### Croix du Petit-Moulin
47° 10′ 12″ N, 1° 06′ 12″ O
Cette croix s'élève à l'endroit où s'est engagé la bataille de Gesté, le 1er février 1794. Les « bleus » (Troupes républicaines) étaient commandés par Cordellier et les « blancs » (les Vendéens) par Stofflet.

#### Pont romain
47° 10′ 44″ N, 1° 09′ 50″ O
Le pont romain est situé sur la rivière Sanguèze (fixant à cet endroit, la limite départementale entre le Maine-et-Loire et la Loire-Atlantique) près du lieu appelé la Ducherie. Le pont est visible en suivant un chemin longeant la rivière à partir de la RD 756. Sur la rive ouest, est creusé un puits ancien protégé par un dôme en pierres maçonnées.

#### Étang de la Thévinière
47° 09′ 37″ N, 1° 05′ 32″ O
L'étang est agrémenté d'une base (camping et aménagements divers) permettant différentes activités, dont la pêche.

#### Galerie d'image

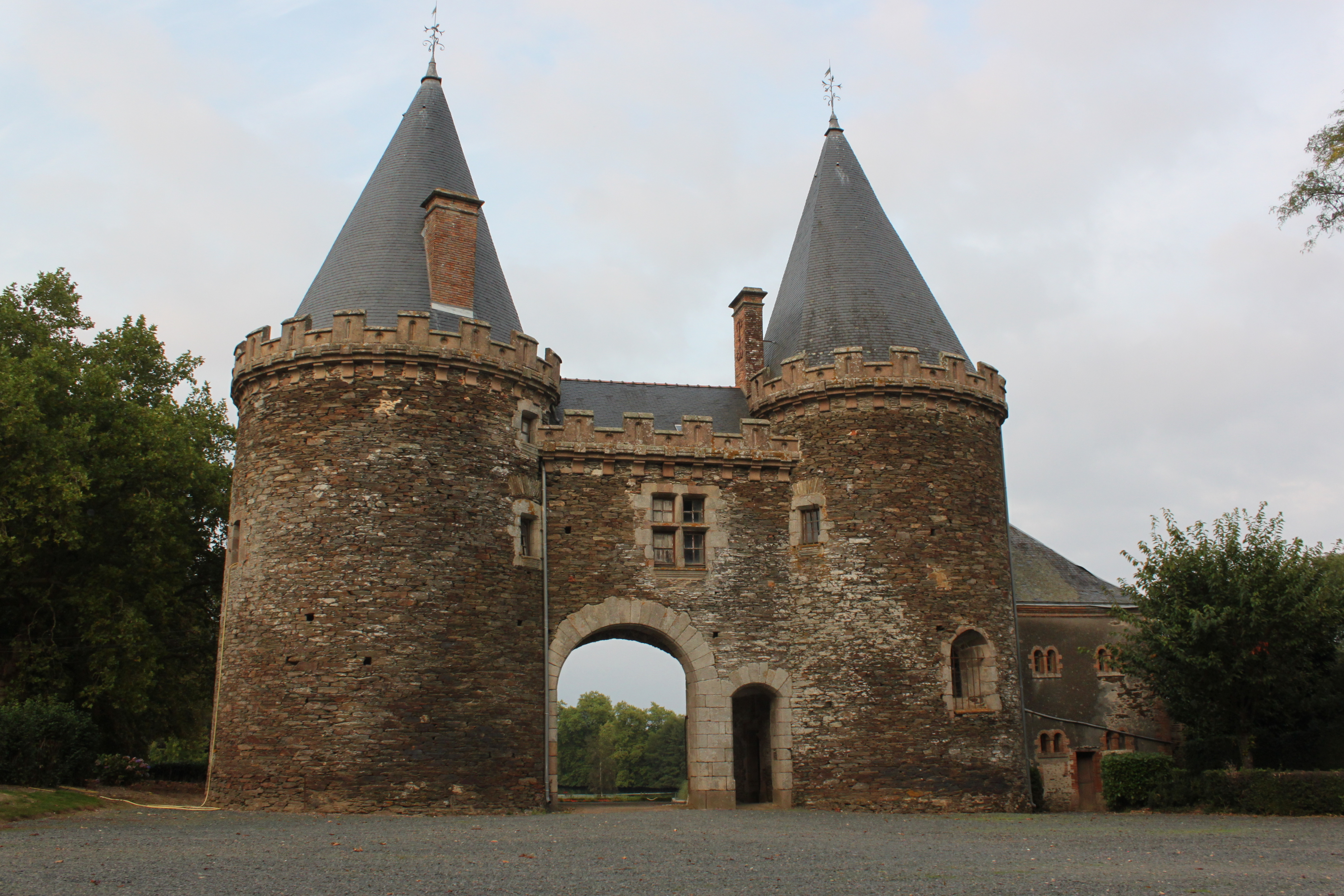
Château du Plessis.
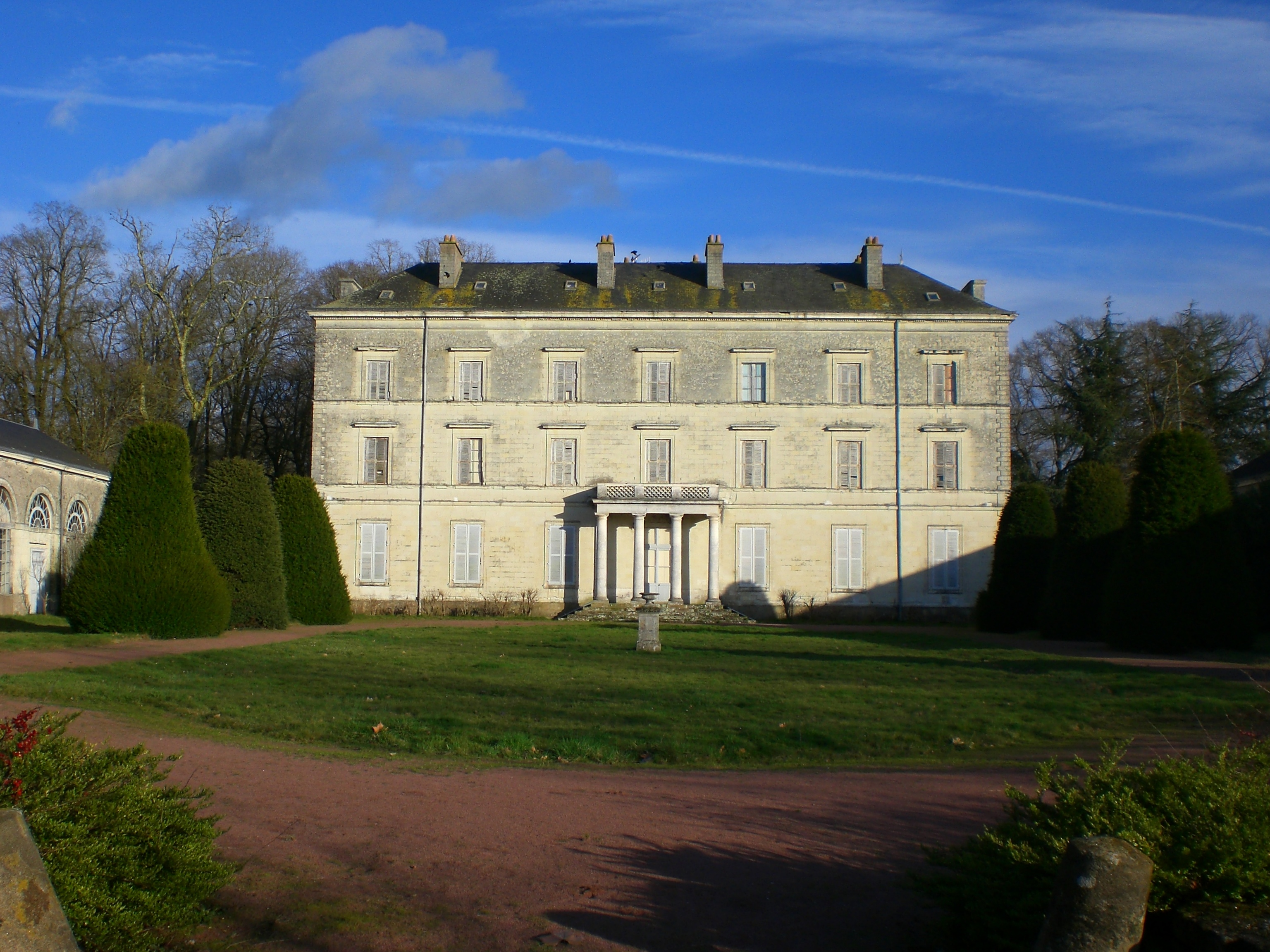
Château de la Brûlaire.
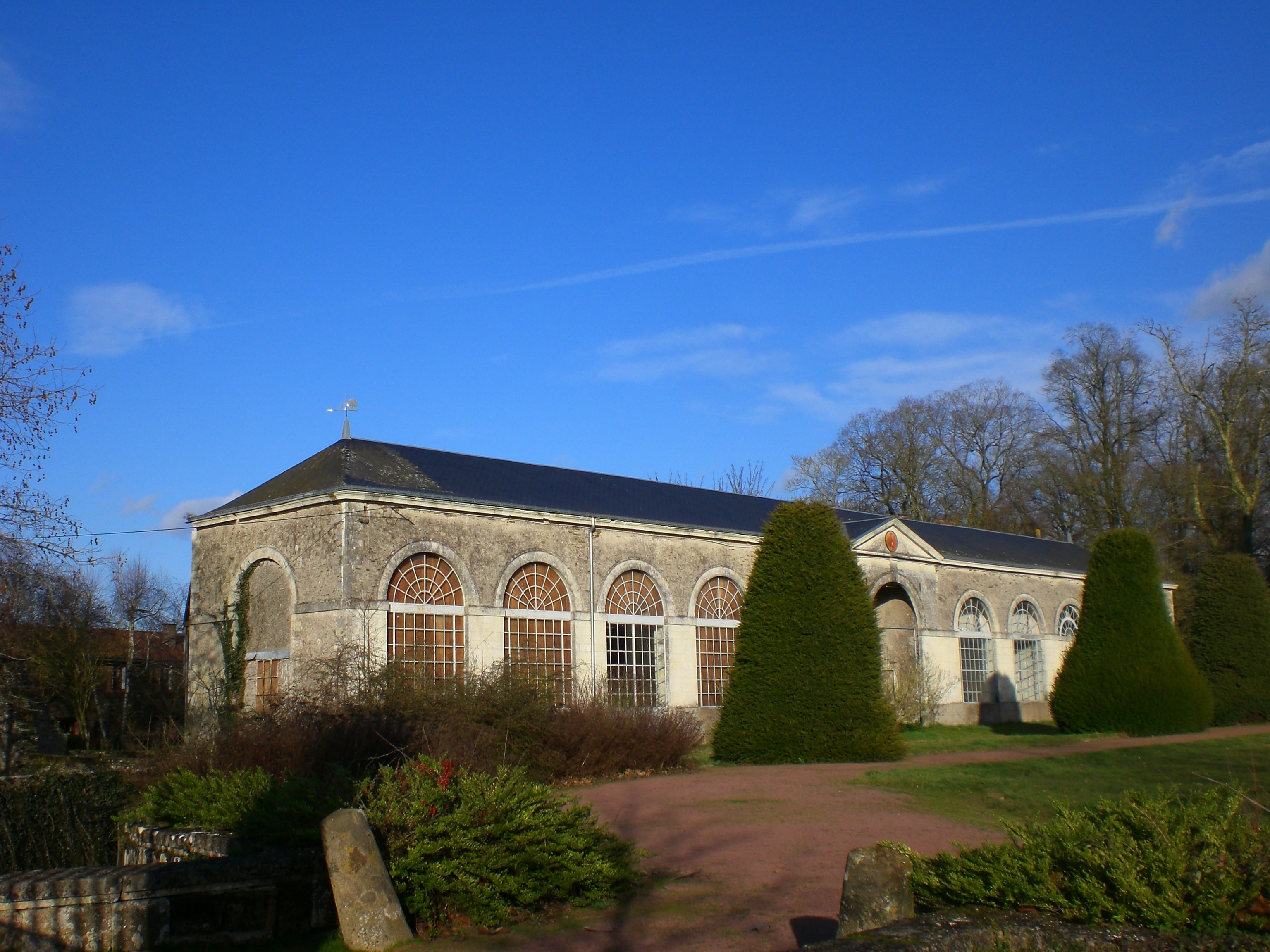
Orangerie de la Brûlaire.
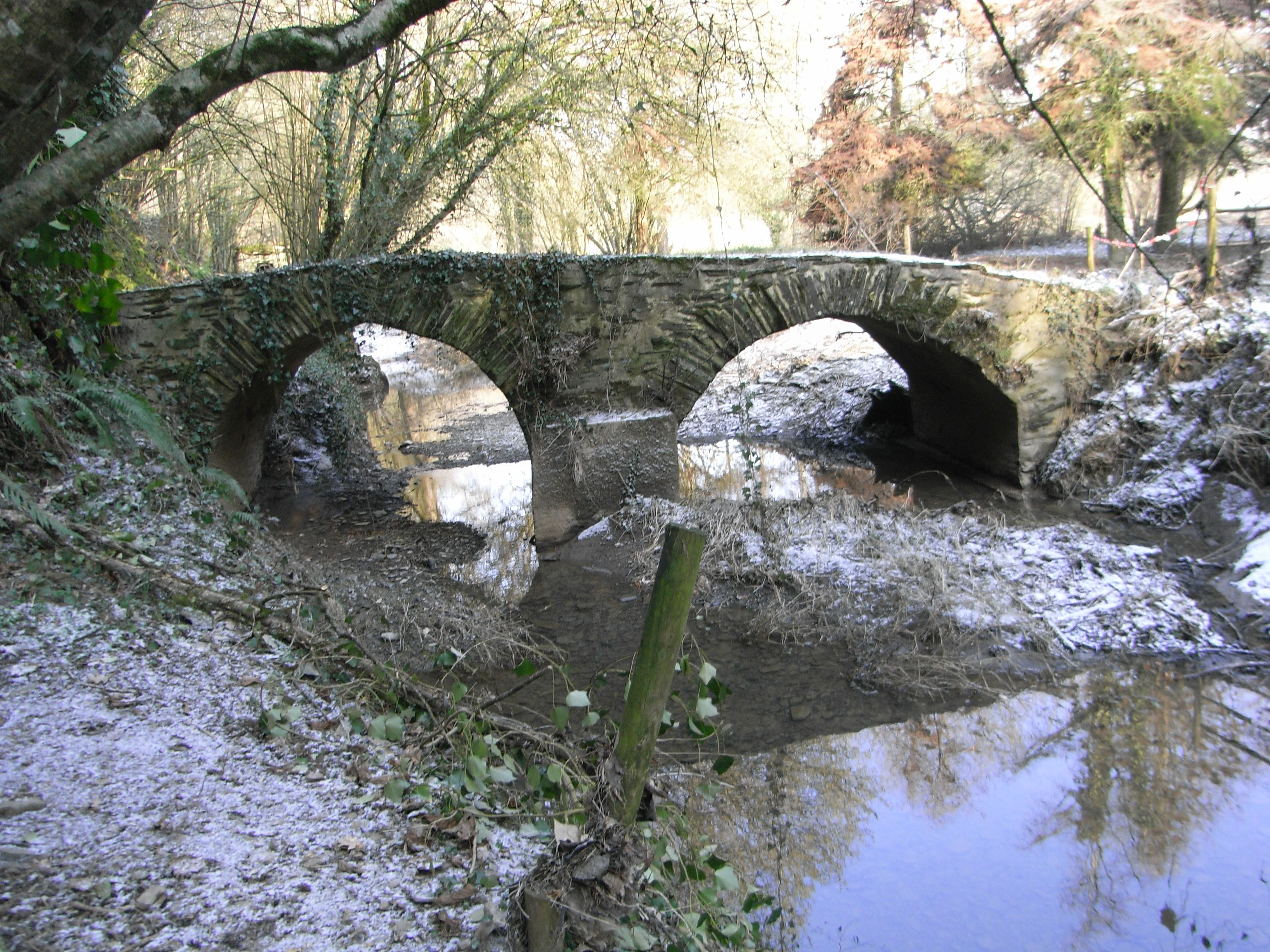
Le pont romain.
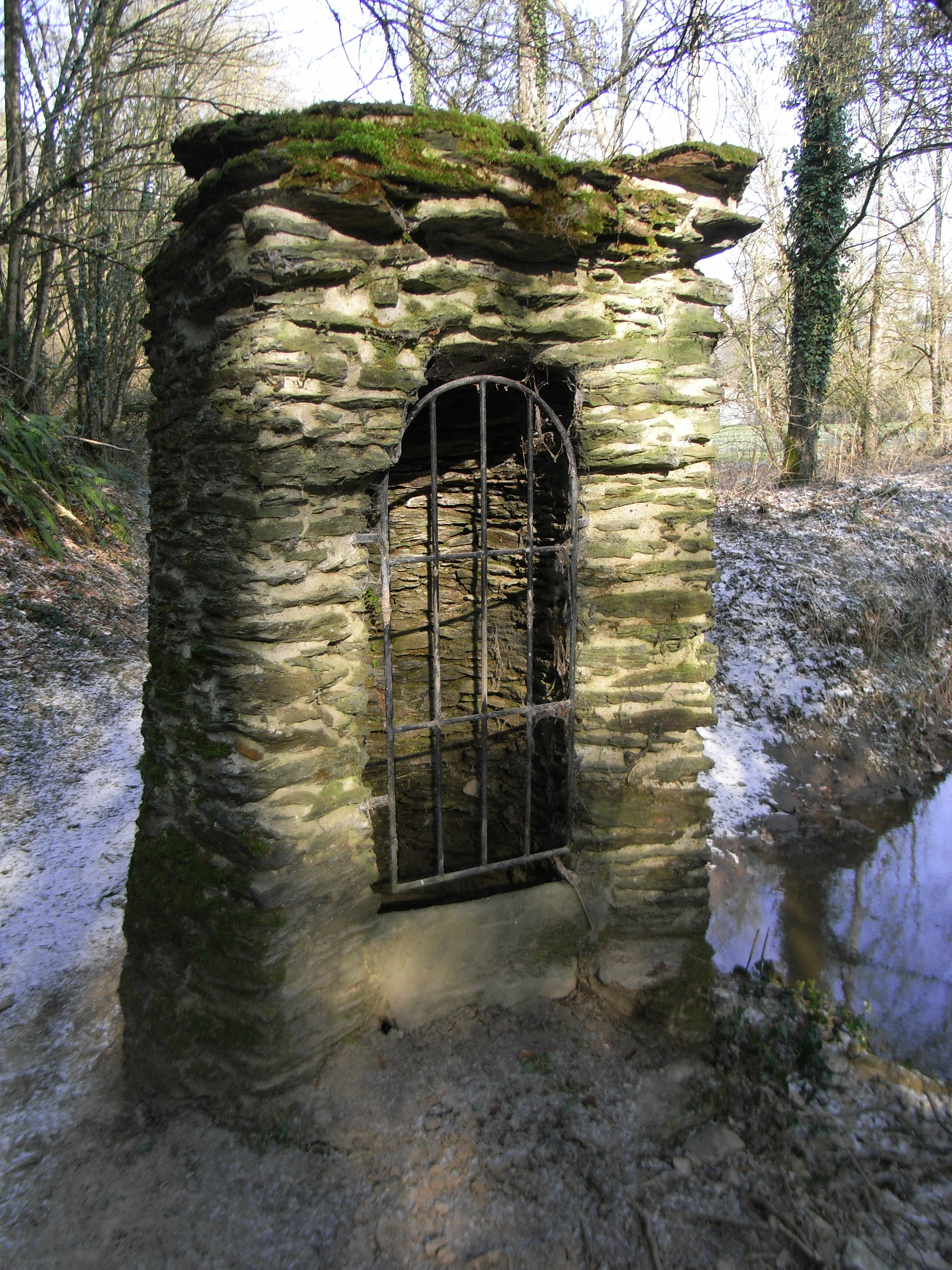
Puits ancien.
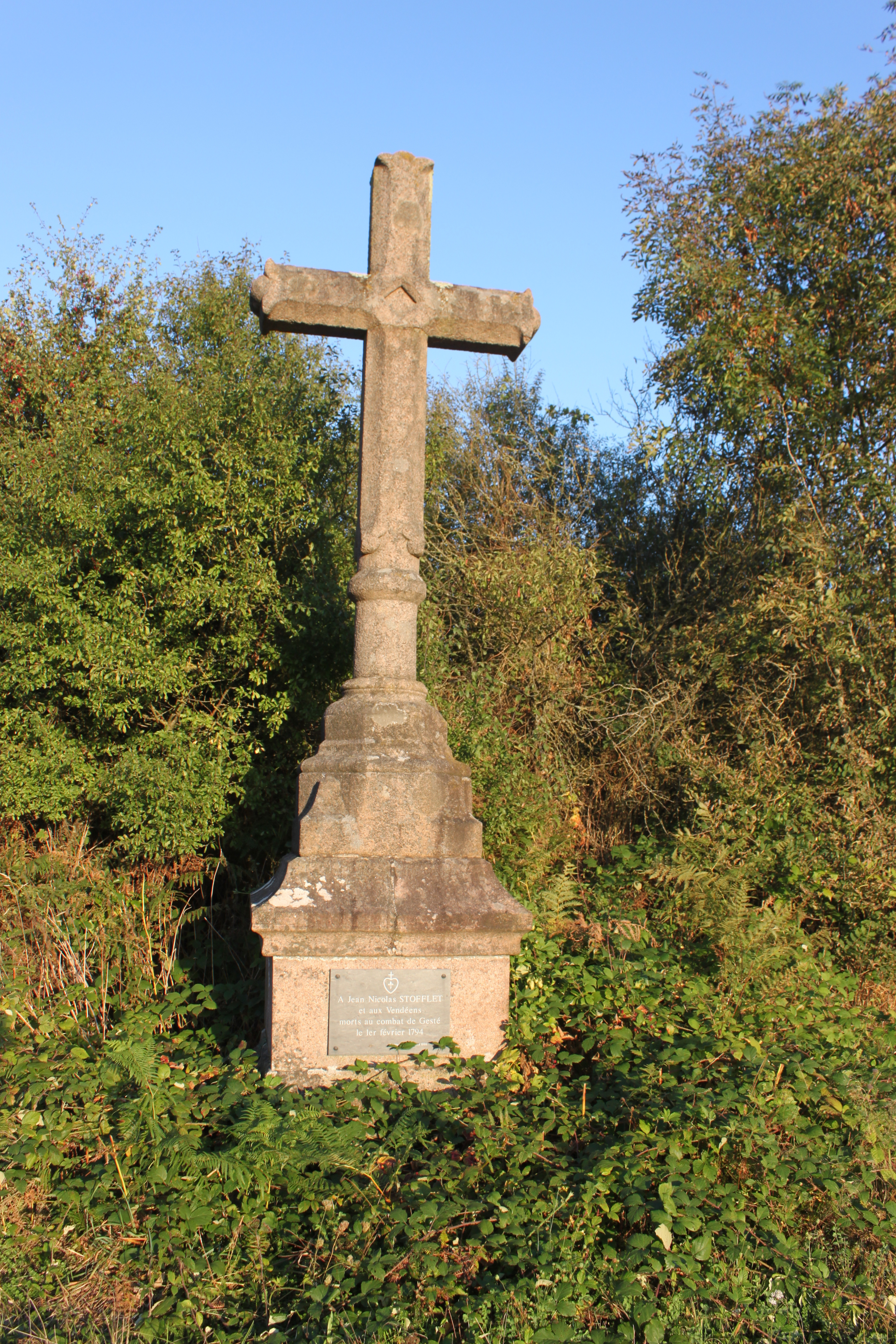
Croix du Petit-Moulin.
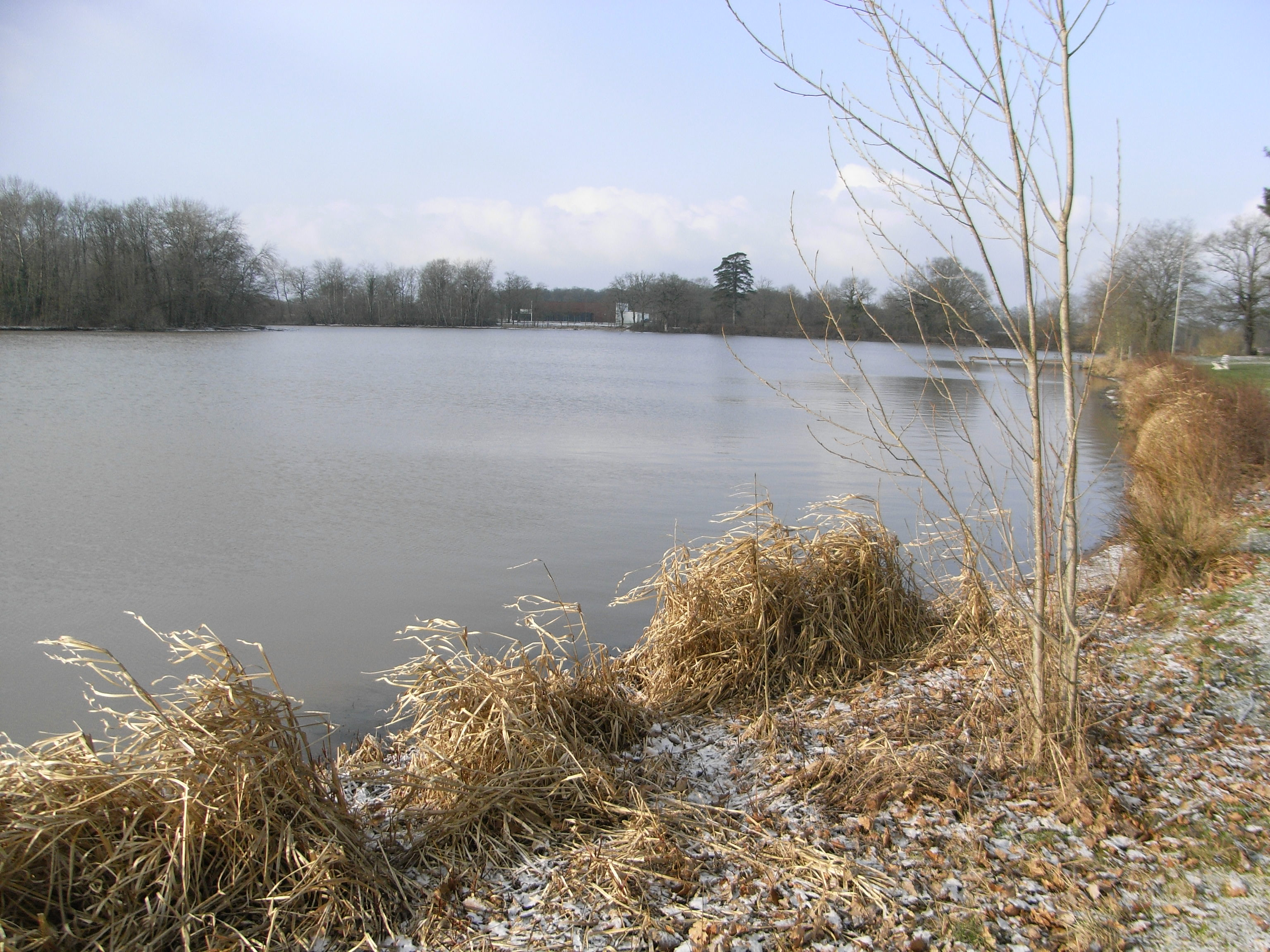
L'étang de la Thévinière.

### Personnalités liées à la commune
- François-Marie-Bonaventure du Fou, maire de Nantes de 1813 à 1816, propriétaire du château de la Brûlaire.
- Pierre Coustard de Massi : en 1784, alors qu'il est officier à Nantes, il réalise un vol en montgolfière qui l'emmène de Nantes à Gesté.
- Joseph Dupont M. Afr. (1850-1930), évêque missionnaire fondateur de l'Église catholique au Malawi et dans le nord de la Zambie.
- Alexis Pouplard, père blanc des missions d'Afrique, mort martyr des Touaregs en 1881[29].